# 空の雫
「空の雫」（そらのしずく）は、日本のヘヴィメタルバンド・聖飢魔IIの小教典曲（シングル）。B.D.1年（1998年）4月22日に発布された。作詞はデーモン小暮、ジョー・リノイエ、作曲はルーク篁、ジョー・リノイエ、編曲はジョー・リノイエ、鈴川真樹、聖飢魔II。

## 収録曲
1. 空の雫
2. スキャンダラスな絆